# Podmoky (Havlíčkův Brod)
Podmoky es una localidad situada en el distrito de Havlíčkův Brod, en la región de Vysočina, República Checa. Tiene una población estimada, a principios del año 2022, de 129 habitantes.
Está ubicada al norte de la región, cerca de la orilla del río Sázava —un afluente derecho del río Moldava— y de las regiones de Bohemia Central y Pardubice.